# Macrocentrus giganteus
Macrocentrus giganteus är en stekelart som beskrevs av Granger 1949. Macrocentrus giganteus ingår i släktet Macrocentrus och familjen bracksteklar. Inga underarter finns listade i Catalogue of Life.